# Cinq Millions dans une poubelle
Pour plus de détails, voir Fiche technique et Distribution.
Cinq Millions dans une poubelle (Mr. Soft Touch) est un film américain réalisé par Gordon Douglas et Henry Levin, sorti en 1949.

## Synopsis
Joe Miracle, un Américano-Polonais, est démobilisé après la Seconde Guerre mondiale. Il découvre que son night-club de San Francisco a été repris par un gang et que son associé, Leo, est porté disparu.

## Fiche technique
- Titre : Cinq Millions dans une poubelle
- Titre original : Mr. Soft Touch
- Autre titre : House of Settlement
- Réalisation : Gordon Douglas et Henry Levin
- Scénario : Orin Jannings et Milton Holmes
- Musique : Heinz Roemheld
- Photographie : Charles Lawton Jr. et Joseph Walker
- Montage : Richard Fantl
- Production : Milton Holmes
- Société de production : Columbia Pictures
- Société de distribution : Columbia Pictures (États-Unis)
- Pays :  États-Unis
- Genre : drame
- Durée : 93 minutes
- Date de sortie : 
  - États-Unis : 1er août 1949

## Distribution
- Glenn Ford : Joe Miracle
- Evelyn Keyes : Jenny Jones
- John Ireland : Henry « Early » Byrd
- Beulah Bondi : Clara Hangale
- Percy Kilbride : Rickle
- Clara Blandick : Susan Balmuss
- Ted de Corsia : Rainey
- Stanley Clements : Yonzi
- Roman Bohnen : Barney Teener

## Accueil
Le film a reçu la note de 1/5 sur AllMovie.